# Ruše (Ruše)
Ruše is een plaats in Slovenië en maakt deel uit van de gemeente Ruše in de NUTS-3-regio Podravska. De plaats telde 4.206 inwoners op 1 januari 2023.